# سید محمود توسلی
سیدمحمود توسلی سیاست‌مدار ایرانی بود، که در دوره‌های  بیست و یکم ،  بیست و دوم  و  بیست و سوم  بعنوان نماینده رودبار در مجلس شورای ملی حضور داشت.